# 輝豪居

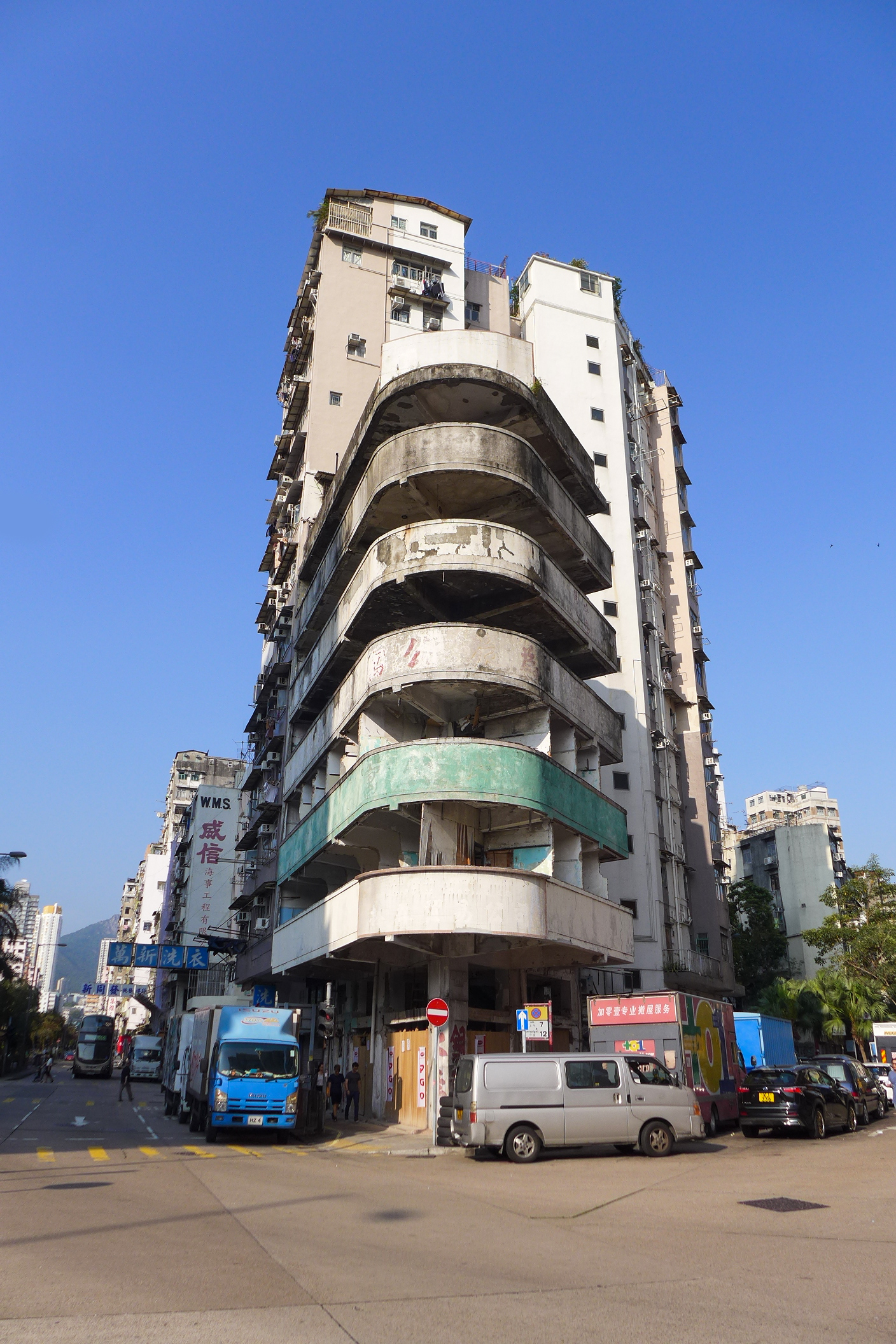
為群公寓（2017年）

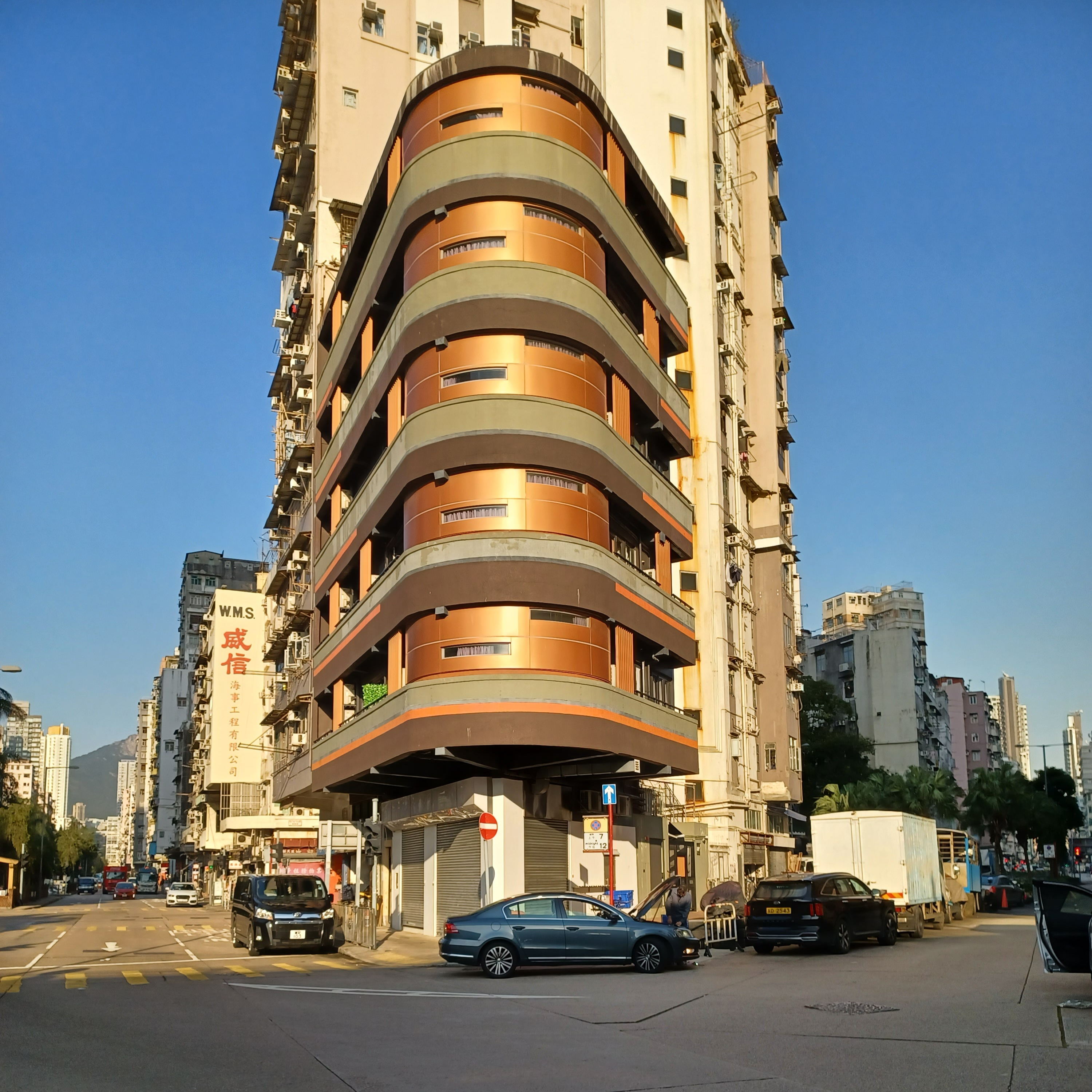
輝豪居（2023年）

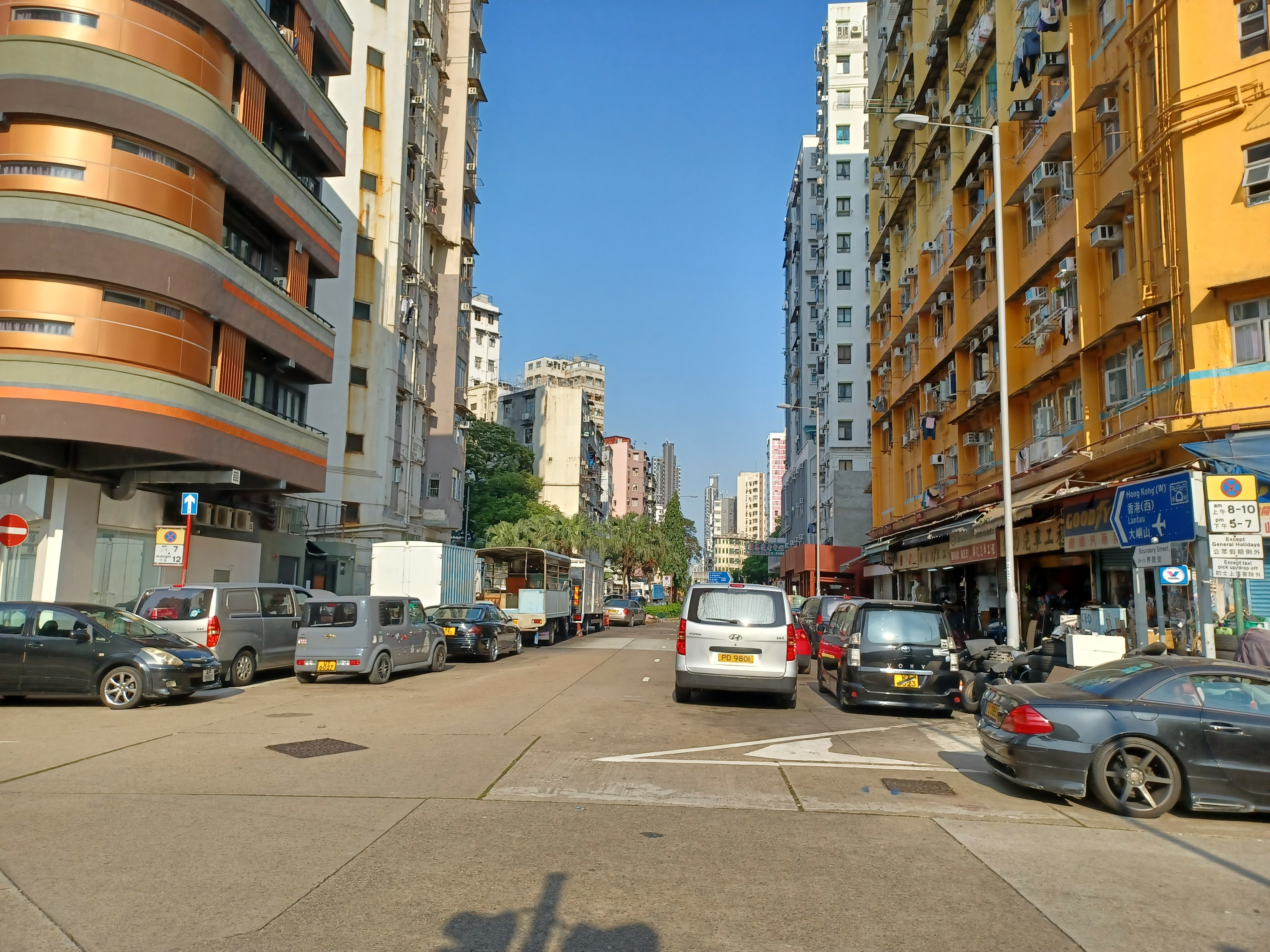
輝豪居外的一段界限街（2022年）

輝豪居（英語：MIA CASA Apartment），前稱為旅公寓及為群公寓，位於南昌街14號及界限街以西盡頭交界。建於1957年，樓高6層，屬香港二戰後現代時期第四代的唐樓，為街角樓的設計。
建築在西九龍填海前位處海旁附近，人流暢旺，翻新前的平民公寓及板間房吸引單身人士入住，成為當時盛行的「散仔館」。

## 歷史
地政總署測繪處在1963年有圍板修建紀錄，1964年建成六層高公寓。
公寓的來源有兩個說法：
1. 一說這裡是富豪馬樹頭的物業，據土地註冊處紀錄，公寓地舖、一樓至天台於1991年以六百萬元賣給金馬資源有限公司，持份者十人，馬樹頭為大股東。
2. 另一版來自一位公寓裡叫「財叔」的露宿者，在通告上寫這裡是他的祖地。他說日佔時期他太公救了這裏的原居民，原居民為他建兩層高唐樓。1950年代這裏已有兩層高的三角形唐樓，後來太公的朋友馬氏向太公租地，在房子上加建四層作公寓出租之用。

1990年代末，大部份樓面自已交吉，公寓亦因此空置近二十年。
2015年，馬斯葛創辦人陳愛玲旗下得福發展有限公司以約3460萬港元購入為群公寓。
2019年初，樓宇已完成翻新，由 CHIH Design Ltd. 設計，並易名為「輝豪居」，内部加裝了升降機，外牆換上古銅色，部份露台尤其弧形位置被封起，昔日外牆轉角的「為群公寓」，以及二至四樓「冷熱水喉，忠誠招待」和「新型梗房、清靜雅潔」等作招徠的紅色字跡標語則不復存在。在網上報導後，網民對其翻新的外形有不少意見，例如稱其貌似「豆豉鯪魚罐頭」。

## 附近社區
- 深水埗碼頭（已拆卸）
- 深水埗關帝廟
- 深水埔公立醫局
- 和昌錶飾服裝
- 廣如意酒莊
- 山貨榮記號
- 港鐵南昌站

## 外部連結
- Flickr：為群公寓 （页面存档备份，存于）
- YouTube：今非昔比 - 南昌街14號為群公寓（页面存档备份，存于）
- 輝豪居官方網站 （页面存档备份，存于）